# 리바강

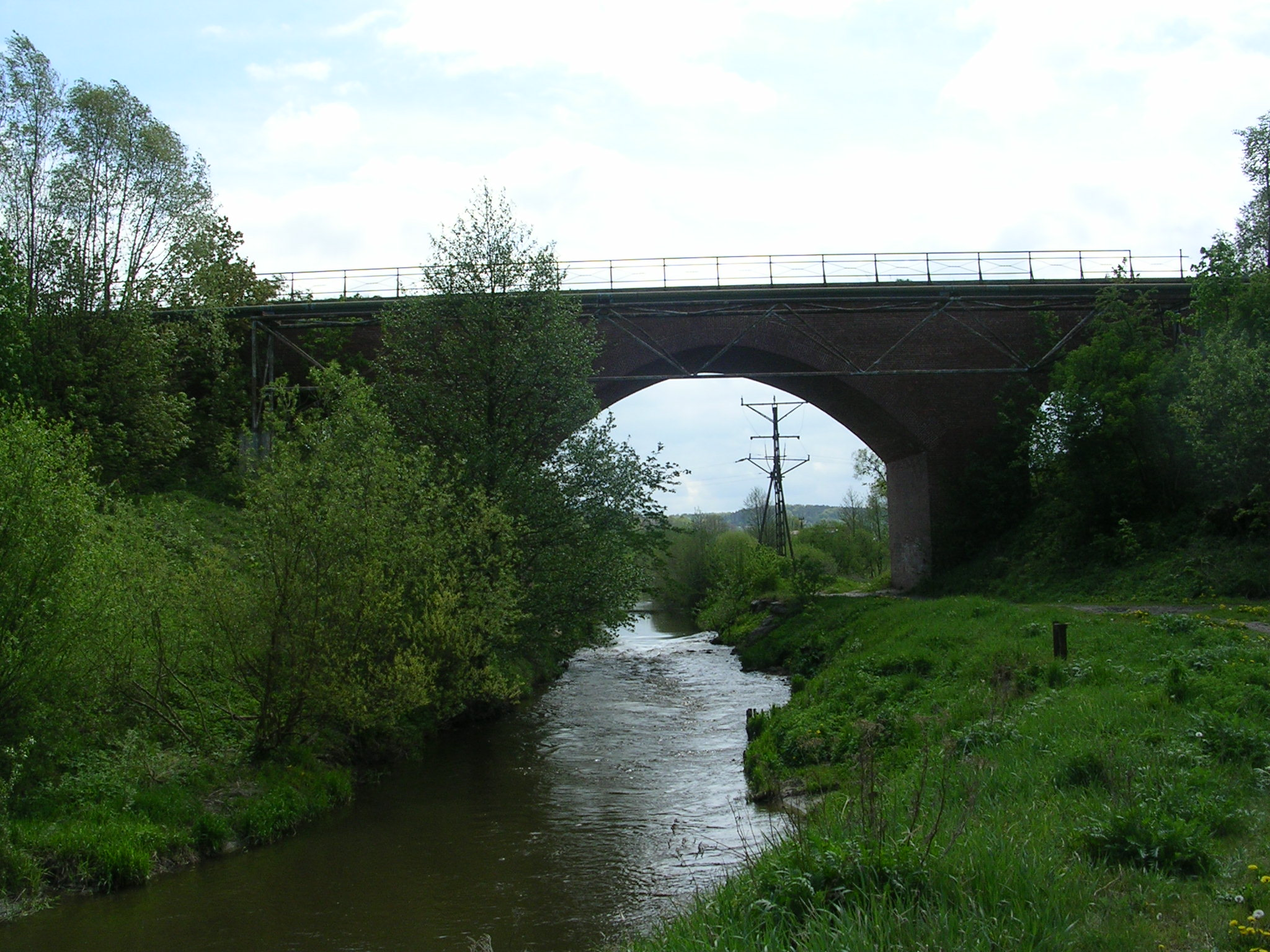
리바강

리바강(폴란드어: Liwa)은 폴란드 북부의 강이다. 노가트강의 지류다. 리바강의 가장 큰 지류는 팔레몬 운하다. 강 상류에는 수많은 수력 발전소가 있다. 리바강의 총 길이는 118.5km이다. 강에 있는 가장 큰 도시는 크비진이다.